# Válogatott kislemezek (Koncz Zsuzsa-album)
Koncz Zsuzsa Válogatott kislemezek című gyűjteményes CD-je 1996-ban jelent meg. 1966 és 1984 között készült, korábban csak kislemezen megjelent felvételeket tartalmaz. Ezek egy része a Magyar Rádióban készült.

## Az album dalai
1. Keresem a szót 1967 (Szörényi Levente – Bródy János) 2:09
2. És most itt vagy velem 1969 (Szörényi Szabolcs – Bródy János) 4:55
3. Nincsen olyan ember 1966 (Payer András – S. Nagy István) 2:58
4. Sajnálom szegényt 1968 (Lovas Róbert – Szenes Iván) 2:10
5. Paprikajancsi 1967 (P. Coulter – Tardos Péter) 2:16
6. Nyíló vérpiros rózsa 1967 (M. Panzeri – L. Pilat – D. Pace – Vándor Kálmán) 3:09
7. Azt hitted kis bolond 1969 (Szörényi Szabolcs – Bródy János)3:12
8. Színes ceruzák 1968 (Szörényi Levente – Bródy János)3:13
9. Négy szürke fal 1969 (Bágya András – G. Dénes György) 2:55
10. Várj, míg sötét lesz 1971 (Tardos Péter – Huszár Erika) 2:44
11. Itt a két kezem 1972 (Tolcsvay László – Tolcsvay Béla) 3:22
12. Mondd el, ha kell 1972 (Illés Lajos – Bródy János) 3:19
13. Karolj át 1973 (Szörényi Levente – Bródy János) 3:56
14. Rég volt, szép volt 1971 (Szörényi Levente – Bródy János) 2:59
15. Ma végre jó a kedvem 1969 (Illés Lajos – Bródy János)
16. I love you 1975 (Tolcsvay László – Bródy János) 2:53
17. Mama, kérlek 1984 (Bródy János) 4:27
18. Ne add fel 1980 (Tolcsvay László – Bródy János) 4:35
19. Hogy mondjam el 1980 (Tolcsvay László – Bródy János) 4:51
20. Minden előttem áll 1978 (Tolcsvay László – Bródy János) 5:07
21. A Kárpáthyék lánya 1983 (Szörényi Levente – Bródy János) 5:08

## Külső hivatkozások
- Információk Koncz Zsuzsa honlapján